# Nhà nước Độc lập Rainbow Creek
Nhà nước độc lập Rainbow Creek (tiếng Anh: Independent State of Rainbow Creek) là một vi quốc gia ly khai của Úc hoạt động trong những năm 1970 và 80, nằm ở Cowwarr, một thị trấn trên sông Thomson ở dãy núi Alps Victoria. Nó được thành lập vào ngày 23 tháng 7 năm 1979 bởi Thomas Barnes để phản đối Chính quyền bang Victoria liên quan đến vụ tài sản của ông và những người khác bị lũ lụt.

## Bối cảnh
Nó được thành lập do tranh chấp bồi thường kéo dài giữa một nhóm nông dân Victoria ở thị trấn Cowwarr, và một cơ quan của chính quyền bang Victoria, Ủy ban Cấp nước và Sông ngòi Bang (SRWSC).
Một cây cầu đường bộ được xây dựng bắc qua sông Thomson tại Cowwarr vào cuối những năm 1930 đã được chứng minh là nằm quá gần mực nước lũ hàng năm, vì vậy khi công trình này gây trở ngại cho dòng chảy của các mảnh vụn trong trận lụt đặc biệt dữ dội vào năm 1952, dòng sông chỉ đơn giản tạo ra một dòng chảy mới cho chính nó xung quanh mép cầu. Dòng chảy này - sau này được đặt tên là Rainbow Creek (Lạch Cầu Vồng) - đi qua một số tài sản nông nghiệp thuộc sở hữu tư nhân. Hành động khắc phục hậu quả tỏ ra không hiệu quả, và con lạch sau đó được mở rộng do lũ lụt với kích thước bằng một vài sân bóng đá - gây thiệt hại cho đất đai của những người nông dân bị ảnh hưởng.

## Ly khai
Trong nỗ lực giành được thiện cảm của công chúng, Barnes và khoảng 30 nông dân khác đã quyết định tuyên chiến với bang Victoria. Được ký vào ngày 19 tháng 12 năm 1978, Tuyên bố đã được tống đạt một cách long trọng trước một thống đốc đang sửng sốt ở Melbourne vào ngày 16 tháng 1 năm 1979, trước hàng loạt máy quay truyền hình. Một số vụ ẩu đả pháp lý giữa Barnes và SRWSC đã diễn ra trong hệ thống tòa án Victoria, sau đó là đề nghị cho vay của chính phủ - nhưng không phải khoản bồi thường mong muốn - đã bị nhóm nông dân từ chối.
Trong khi đó, Barnes đã biết về Tỉnh Hutt River và tìm cách bắt chước "Hoàng tử Leonard". Ông đã tư vấn pháp lý và sau đó tuyên bố đơn phương ly khai tài sản của mình khỏi bang Victoria vào ngày 23 tháng 7 năm 1979. Ông tự bổ nhiệm mình là "Thống đốc" của Nhà nước Độc lập Rainbow Creek, và cùng với "Bộ trưởng Thông tin" George Downing, thề trung thành với Nữ hoàng Elizabeth II của Vương quốc Anh với tư cách là Nguyên thủ quốc gia. Tài liệu ly khai của ông đã được nộp cho Thống đốc bang Victoria, Toàn quyền Úc, Cung điện Buckingham và Tòa án Công lý Quốc tế ở Den Haag.
Sự chú ý của công chúng lại tập trung vào Cowwarr, và sự tồn tại của Nhà nước Rainbow Creek đảm bảo rằng Barnes vẫn là cái gai đối với SRWSC và Chính quyền Victoria trong một số năm, khi ông phát hành hộ chiếu, tem, tiền giấy để thúc đẩy sự nghiệp của cộng đồng nông nghiệp của mình.
Cuối cùng, sức khỏe yếu buộc Barnes nghỉ hưu ở Queensland vào giữa những năm 1980, từ đó ông đã xuất bản một số cuốn sách về lịch sử địa phương và thơ ca, trong khi các vấn đề dẫn đến cuộc ly khai Rainbow Creek vẫn chưa được giải quyết.

## Liên kết ngoai
- Tem và tiền giấy của Nhà nước Độc lập Rainbow Creek